# Ismaël Nshutiyamagara
Ismaêl Nshutiyamagara, né le 10 mai 1987, est un footballeur rwandais évoluant actuellement au poste de défenseur central à l'APR FC.

## Palmarès
- Champion du Rwanda avec l'APR FC en 2009, 2010, 2011, 2012 et 2014
- Vainqueur de la Coupe du Rwanda avec l'APR FC en 2010, 2011 et 2012
- Vainqueur de la Coupe Kagame avec l'APR FC en 2010